# 7331 Баліндблад
7331 Баліндблад (7331 Balindblad) — астероїд головного поясу, відкритий 15 жовтня 1985 року.
Тіссеранів параметр щодо Юпітера — 3,079.